# Extraterrestrische Physik
Die extraterrestrische ("außerirdische") Physik beschäftigt sich allgemein mit physikalischen Phänomenen außerhalb der Erde. 
Dazu gehören im experimentellen Bereich sowohl Himmelsdurchmusterungen im Infrarot-, Röntgen- und Gammastrahlenbereich, als auch optische Astronomie, die Erforschung von Materie im Weltraum, wie beispielsweise Kometen und Plasmen, und die Entwicklung neuer Beobachtungsmethoden und Hilfsmittel (Teleskope, Satelliten, Detektoren).
Der theoretische Zweig der extraterrestrischen Physik behandelt die Interpretation der gewonnenen Daten und die Aufstellung neuer Theorien.
Eine Unterscheidung zwischen Astrophysik und extraterrestrischer Physik ist in der Definition kaum zu geben. Im Forschungsalltag dient das letztere jedoch vor allem als der experimentelle Zweig der Astrophysik.